# Daneczi György
Daneczi György, névváltozat: Danetzi (Korompa, 1655. április 22. – Pozsony, 1685. november 25.) magyar jezsuita rendi szerzetes.

## Élete
1673-ban a bécsi Pázmáneumból vétetett föl a jezsuiták közé, Nagyszombatban végezte a bölcseletet, Bécsben és Grazban a teológiát. Pozsonyban magyar és német egyházi beszédeket tartott és ugyanott a retorikát kezdte tanítani, amikor hirtelen elhunyt.

## Művei
- Magnus Indiae Patriarcha et apostolus Xavier ecclesiae Thaumaturgus. Tyrnaviae, 1679. (Névtelenül).
- Sacra Corollarium Trias, Superis, Supremo Orbis Monarchiae et Inferis devota… Uo. 1680. (Névtelenűl. Lyrai versek és epigrammák.)